# 발랄 아레주
발랄 아레주(Balal Arezou, 1988년 12월 28일 ~ )은 노르웨이 6부 리그의 IK 그라네에서 공격수로 활약하고 있는 아프가니스탄의 축구 선수로 2013년부터 2014년까지 인도 I리그에서 임대 선수로 활동한 것을 제외하고는 주로 노르웨이 리그에서만 뛰고 있으며 역대 아프가니스탄 대표팀 선수 가운데 파이살 샤예스테흐에 이어 2번째로 국제 A매치 최다 득점 기록을 보유하고 있다.

## 클럽 경력
2007년 노르웨이의 FK 아렌발 입단으로 프로에 입문한 후 아스케르 폿발 소속이던 2009년부터 2015년까지 7시즌동안 118경기 24골을 뽑아내면서 노르웨이 2부 리그 2010 시즌 우승, 2013 시즌 준우승, 3부 리그 2015 시즌 우승에 일조했으며 인도 I리그의 처칠 브라더스의 임대 선수로 8경기를 소화하며 팀의 리그 2013 시즌 우승에도 일조했다.
그리고 2019년부터 2024년까지 노르웨이 5부 리그의 IF 트라우마 소속으로 44경기 28골을 터뜨리는 맹활약을 펼친 뒤 같은 해 무렵 노르웨이 6부 리그 소속팀이자 유스팀 시절 친정팀인 IK 그라네로 18년만에 복귀했다.

## 국가대표팀 경력
아프가니스탄 U-23 대표팀 소속으로 2010년 남아시아 경기 대회에 출전하여 5경기 6골로 대회 득점왕에 오르며 팀의 은메달 획득에 크게 기여했고 2011년 6월 29일 팔레스타인과의 2014년 FIFA 월드컵 아시아 지역 1차 예선 1차전에서 아프가니스탄 A대표팀 소속으로 국제 A매치 데뷔전을 치른 뒤 4일 후에 열린 2차전에서 A매치 데뷔골을 신고했다.
그 후 같은 해에 열린 2011년 SAFF 챔피언십에서 6골을 터뜨리며 팀의 첫 SAFF 챔피언십 준우승을 이끌었고 이와 함께 7골을 터뜨린 인도의 수닐 체트리에 이어 대회 득점 랭킹 2위에 올랐고 2년 뒤에 열린 2013년 SAFF 챔피언십에도 출전하여 이 대회에서는 비록 1골도 기록하지 못했지만 5경기 중 4경기에 출전하여 아프가니스탄 축구 협회 설립 이후 80년만의 사상 첫 국제 대회 우승의 기쁨을 맛보았다.
이후 2014년 AFC 챌린지컵 예선 3경기에서 2골을 터뜨리며 통산 4번째 챌린지컵 본선 진출에 기여한 뒤 2014년 AFC 챌린지컵 본선 5경기에도 출전하여 팀의 AFC 주관 대회 사상 첫 4강 진출에도 일조했으며 2019년 AFC 아시안컵 최종 예선에도 출전하여 아프가니스탄 축구 역사상 아시안컵 예선 최고 성적에 일조했다.

## 수상 내역

### 클럽
아스케르 폿발
- 노르웨이 2부 리그 : 우승 (2010), 준우승 (2013)
- 노르웨이 3부 리그 : 우승 (2015)

 처칠 브라더스
- I리그 : 우승 (2013)

### 국가대표팀
아프가니스탄 U-23
- 남아시아 경기 대회 : 은메달 (2010)

 아프가니스탄
- SAFF 챔피언십 : 우승 (2013), 준우승 (2011)
- AFC 챌린지컵 : 4위 (2014)

### 개인
- 남아시아 경기 대회 득점상 : 2010 (6골)